# Kuková
Kuková é um município da Eslováquia, situado no distrito de Svidník, na região de Prešov. Tem 10,61 km² de área e sua população em 2018 foi estimada em 741 habitantes.

## Demografia
| Ano:        | 1994 | 2004   | 2014   | 2024   |
| ----------- | ---- | ------ | ------ | ------ |
| Broj ljudi: | 691  | 710    | 723    | 737    |
| Razlika:    |      | +2,74% | +1,83% | +1,93% |

| Ano:               | 2023 | 2024   |
| ------------------ | ---- | ------ |
| Número de pessoas: | 739  | 737    |
| Diferença:         |      | -0,27% |